# Enzo Khasz
Enzo Khasz (Sète, 1993. augusztus 13. –) francia válogatott vízilabdázó, a CN Marseille centere.

## Nemzetközi eredményei
- Európa-bajnoki 10. hely (Budapest, 2014)
- Európa-bajnoki 9. hely (Belgrád, 2016)
- Olimpiai 11. hely (Rio de Janeiro, 2016)